# Fly Geyser
Der Fly Geyser, auch Fly Ranch Geyser, ist ein von Menschenhand geschaffener Geysir in Nevada. Er liegt etwa 20 Meilen (32 km) nördlich von Gerlach in Washoe County.

## Entstehung
Der Geysir ist die Folge einer fehlerhaft durchgeführten Bohrung. In der Gegend wurden 1964 auf der Suche nach geothermaler Energie mehrere Bohrungen niedergebracht. Das Bohrloch wurde nicht sachgerecht verschlossen. Wasser stieg auf und förderte Mineralien nach oben, die sich am Ausgang des Bohrloches ablagerten. Durch diesen fortwährenden Prozess wachsen der Kegel und das Gestein um den Geysir immer weiter an. Inzwischen hat er eine Größe von 1,5 m erreicht. Ablaufendes Wasser, das eine Fläche von 30 ha bedeckt, formte im Laufe der Jahre eine Terrassenlandschaft.
Die unterschiedlichen Farben sind eine Folge der vielen Mineralien. Mikroorganismen, Algen und andere Pflanzen färben die Oberfläche zusätzlich. Inzwischen hat sich ein kleines Ökosystem im und um den Geysir gebildet, da die Besitzer kleine Fische in die entstandenen Terrassen ausgesetzt haben.
Der Geysir befindet sich auf privatem Land des Burning Man Projects und ist nach Anmeldung bei der zugehörigen Farm für die Öffentlichkeit zugänglich. Weitere weniger bekannte Geysire befinden sich in der Nähe.